# Roxana Maracineanu
Pour les articles homonymes, voir Maracineanu.
Roxana Maracineanu (roumain : Roxana Mărăcineanu), née le 7 mai 1975 à Bucarest (Roumanie), est une nageuse et femme politique franco-roumaine.
Spécialiste des épreuves de dos, elle devient, en janvier 1998 à Perth, la première championne du monde de l'histoire de la natation française en s'imposant sur le 200 mètres dos, puis remporte la médaille d'argent sur la même distance lors des Jeux olympiques de Sydney en 2000. Elle s'adjuge également un titre européen lors des championnats d'Europe de 1999 et compte trois autres médailles européennes.
Après sa carrière sportive, elle devient consultante à la radio sur Europe 1 et à la télévision au sein du groupe France Télévisions.
Elle entre en politique en 2010 avec le Parti socialiste en étant élue conseillère régionale d'Île-de-France, mandat qu’elle occupe jusqu’en 2015.
En septembre 2018, elle est nommée ministre des Sports, succédant à Laura Flessel dans le gouvernement Édouard Philippe II. Le 6 juillet 2020, elle devient ministre déléguée aux Sports, au sein d'un grand ministère réunissant Education nationale, Jeunesse et Sports aux côtés de Jean-Michel Blanquer dans le gouvernement Castex. Elle quitte ses fonctions en mai 2022 à la fin du mandat.
Pour les élections législatives de 2022, elle est investie par la majorité présidentielle dans la septième circonscription du Val-de-Marne, mais est battue de 177 voix au second tour par la candidate LFI Rachel Keke.

## Biographie

### Famille et enfance
Roxana Emilia Maracineanu naît le 7 mai 1975 à Bucarest en Roumanie du mariage de Vasile Maracineanu, ingénieur en bâtiment, et de Elena Basarabeanu, technicien projeteur.
Elle pratique dans son enfance la gymnastique. Son père, grâce à un contrat de coopérant, part travailler en Algérie, emmenant sa femme et son fils mais Roxana est contrainte de rester deux années au pays par les autorités pour éviter l'exil de toute la famille. A la faveur de vacances scolaires, Roxana Maracineanu est autorisée à rejoindre ses parents en Algérie. Bien qu'ils soient surveillés par la Securitate, les services secrets roumains, les membres de la famille parviennent à quitter l'Algérie sur un ferry nommé "Liberté" qui les conduit à Marseille. Arrivés en France en 1984, ils demandent l'asile à l'OFPRA et sont envoyés pour quelques mois à Riec-sur-Bélon dans un centre de transit. Roxana Maracineanu apprend le français à Blois et effectue ses études secondaires au collège Augustin-Thierry, puis au collège Jean-Macé de Mulhouse. Elle est naturalisée française en 1991 à l'âge de 16 ans alors qu'elle est déjà une pépite de la natation française.

### Formation
Après des études secondaires au collège Jean-Macé puis au lycée Montaigne de Mulhouse, elle poursuit des études supérieures à l'Université de Haute-Alsace où elle obtient une maîtrise de sciences et techniques en traduction et documentation scientifique. Elle parle cinq langues. Elle sera ensuite diplômée de l'ESCP.

### Vie privée
Roxana Maracineanu vit avec Franck Ballanger, journaliste à France Inter. Le couple a trois enfants, nés entre 2009 et 2016. Ce dernier a respecté la jurisprudence Anne Sinclair lors de sa nomination, par déolontologie, et s'est mis en retrait du service des sports où il officiait pour éviter les conflits d'intérêts.

### Carrière sportive
Représentant le Mulhouse Olympic Natation dont l'entraîneur est Lionel Horter, elle obtient ses premiers titres de championne de France sur 100 mètres et 200 mètres en 1991 lors des championnats d'été. Elle obtient de nouveau les titres du 100 mètres en été 1992, en 1994 lors des deux éditions, en hiver 1995, et du 200 mètres en hiver 1993 et en hiver 1995. Hélène Ricardo domine ensuite la spécialité et représente la France aux Jeux olympiques de 1996 à Atlanta où la France n'obtient aucune médaille en natation.
À Séville, lors des championnats d'Europe 1997, elle est devancée par l'Allemande Antje Buschschulte sur le 100 mètres dos et termine troisième sur le 200 mètres dos, derrière les Allemandes Cathleen Rund et Antje Buschschulte.
Lors des mondiaux de 1998 à Perth, elle commence sa compétition par une sixième place lors du 100 mètres dos, course remportée par l'Américaine Lea Maurer. Avant la finale du 200 mètres, son entraîneur Lionel Horter lui assure que si elle est en tête aux 150 mètres, elle remportera la course. Première devant l'Allemande Dagmar Hase, elle devient la première française championne du monde de natation,.
En 1999, elle obtient des résultats décevants lors des championnats de France, puis souffre d'une angine à son arrivée à Istanbul où se déroulent les championnats d'Europe. Sa première épreuve est le 200 mètres. Elle s'impose avec plus d'une seconde sur ses concurrentes, la Russe Yulia Fomenko (en) et l'Allemande Cathleen Rund. Elle devient ainsi la première championne d'Europe française depuis Catherine Plewinski en 1993,. Elle remporte ensuite une deuxième médaille, de bronze, sur le 100 mètres, course remportée par l'Allemande Sandra Völker devant l'Espagnole Nina Zhivanevskaya.
Championne de France à Rennes sur 100 et 200 mètres dos, elle décide de faire l'impasse sur les Championnats d'Europe 2000 d'Helsinki, où Nina Zhivanevskaya remporte les trois distances du dos. Celle-ci figure parmi les favorites de la première course de la discipline du dos aux Jeux olympiques de 2000 à Sydney, avec une Roumaine de seize ans, Diana Mocanu, et la Japonaise Mai Nakamura. C'est finalement Mocanu qui s'impose, devant la Japonaise et l'Espagnole, Roxana Maracineanu terminant quatrième. Quatre jours plus tard, Maracineanu part rapidement et est en tête après les 100 premiers mètres, mais Mocanu accélère sur la deuxième partie de la course, dépasse toutes ses concurrentes pour s'imposer avec deux secondes d'avance sur la Française,,. C'est la seule médaille en natation pour la délégation française.
L'année suivante, après l'échec d'Atlanta, Claude Fauquet, directeur de l'équipe de France de natation puis directeur technique national à partir de 2001, décide de mettre en place une politique exigeante en termes de sélections, basée sur des mimimas. Roxana Maracineanu ne satisfait pas à ceux-ci pour trois centièmes, et Claude Fauquet ne la sélectionne pas pour les mondiaux de 2001 à Fukuoka. D'abord désavoué par le comité directeur de la Fédération, il obtient gain de cause après avoir menacé de démissionner. La délégation est finalement composée de cinq nageurs.
En 2002, elle fait partie des quinze nageurs retenus pour les championnats d'Europe de Berlin. Elle a pour ambition de retrouver une place sur les podiums. Elle termine huitième du 200 mètres, dans le temps de 2 min 12 s 58 soit moins d'une seconde du temps de la troisième (2 min 11 s 59). Sur le 100 mètres, elle termine sixième de la finale, dans le temps de 1 min 2 s 62, à un peu plus d'une seconde de la troisième. Elle dispute également le 50 mètres où elle est éliminée en demi-finale avec le quinzième temps. Son échec est alors mis sur l'incompatibilité de mener des grandes études et une carrière d'athlète de haut niveau. Lors des championnats de France 2003, elle échoue à obtenir sa qualification pour les mondiaux 2003 de Barcelone : elle termine deuxième du 100 mètres puis est championne de France du 200 mètres, mais elle ne réalise pas les minima, son temps des demi-finales, à 88 centièmes des minima la prive de qualification. Comme deux ans auparavant, elle n'est pas repêchée par Claude Fauquet malgré les polémiques.
Bien que championne de France du 200 mètres, elle ne réalise pas les minima pour les Jeux olympiques d'Athènes. Lors de sa dernière possibilité pour obtenir une place dans la délégation française pour les Jeux, au cours des championnats d'Europe de Madrid disputés trois semaines plus tard, elle termine quatrième de la finale, mais dans le temps de 2 min 14 s 28, soit au-delà des minima fixés à 2 min 12 s 78.
En octobre 2004, elle annonce mettre un terme à sa carrière sportive, deux mois après le triomphe de Laure Manaudou sur 400 mètres aux Jeux olympiques d'Athènes. La championne du monde 1998 a clairement inspiré la nouvelle star de la natation française : celle-ci avait envoyé une lettre à son idole alors qu'elle était enfant.

### Après carrière sportive

#### Consultante
En mars 2007, à l'occasion des championnats du monde de natation de Melbourne (Australie), elle est consultante pour France Télévisions aux côtés d'Alexandre Boyon et de Michel Rousseau, et pour L'Équipe TV. Depuis les Jeux olympiques de Pékin en 2008, elle est à nouveau consultante sur le groupe public et sur Europe 1. Elle renouvelle cette collaboration pour les mondiaux 2009 de Rome, les mondiaux en petit bassin de 2010 à Dubaï, les championnats d'Europe 2010 de Budapest, lors des Jeux olympiques de 2012 à Londres.
Lors des championnats d'Europe 2014, c'est Frédérick Bousquet, blessé, qui assure un rôle de consultant auprès de Roxana Maracineanu, Alexandre Boyon et Nelson Monfort. Pour la compétition majeure suivante, lors des mondiaux 2015 de Kazan, le groupe France Télévisions, désireux de reformer le duo Philippe Lucas et Laure Manaudou, ne reconduit pas le contrat de Maracineanu.

#### Candidate à la FFN
Avec la démission de Lionel Horter, démissionnaire du poste de directeur technique national (DTN), la Fédération française de natation (FFN) fait un appel à candidature auquel elle répond. En 2015, elle figure, avec Jacques Favre et Philippe Hellard, parmi les trois derniers candidats d'une liste établie par le ministère des Sports. Le poste est finalement attribué à Jacques Favre,.

#### Engagement associatif
Elle prend part au programme « Bien manger, c'est bien joué ! » lancé en 2005 par la Fondation du sport. Elle participe également à la réalisation de vidéos adressées aux jeunes sportifs pour leur apprendre les bases d'une alimentation adaptée à l'effort physique, dans le cadre d'un programme de la Fondation du sport sensibilisant les enfants à l'importance de l'activité physique.
Elle est aussi la fondatrice et présidente de deux associations en Ile-de-France : Educateam et J’peupa G piscine. Dans un cadre familial central, ces deux associations proposent des cours de natation pour les apprentis nageurs qu’ils soient enfants ou adultes pendant les vacances scolaires pour les enfants. On retrouve associé à ces cours, de la rééducation destinées aux femmes enceintes ou ayant accouché et des activités pour lutter contre l’aquaphobie,,.

### Parcours politique

#### Conseillère régionale
Candidate sur la liste du Parti socialiste conduite par Jean-Paul Huchon (section des Hauts-de-Seine), elle est élue au conseil régional d'Île-de-France le 21 mars 2010. Elle intègre la commission sports et loisirs du conseil régional. Son mandat se termine avec le renouvellement du conseil régional le 13 décembre 2015.

#### Ministre des Sports
À la suite de plusieurs noyades d'enfants, en juillet 2018, le Premier ministre, Édouard Philippe, lui demande d'accompagner une mission interministérielle (Éducation nationale et Sports) chargée de réfléchir aux moyens d'améliorer notablement les résultats de la formation à la nage dans les écoles primaires.
Le 4 septembre 2018, elle est nommée ministre des Sports dans le gouvernement Philippe II, en remplacement de Laura Flessel, démissionnaire,.
Sa première action médiatisée porte sur la lutte contre l'homophobie dans les stades. Elle se prononce favorable à l'arrêt des matchs en cas d'insultes homophobes émanant des tribunes. Le 16 août 2019, un match de ligue 2 opposant Nancy au Mans est arrêté pour la première fois en France en raison de chants jugés homophobes, suivis le week-end suivant d'interruptions de matchs de ligue 1 à Monaco et à Brest. Ces sanctions surviennent dans un contexte tendu entre la ligue de football et les ultras, ponctué de mesures d'exception à l'encontre des supporters dont notamment des interdictions de déplacements, des huis-clos ou des ventes d'alcool prohibées dans les stades. Une série de provocations a émaillé les tribunes de ligue 1 le week-end suivant, augmentant le niveau de tension et d'incompréhension mutuelle. 
À la suite du témoignage de Sarah Abitbol dénonçant un viol par son ancien entraîneur durant son adolescence, elle demande la démission du président de la fédération française des sports de glace soit Didier Gailhaguet en estimant que ce dernier « ne peut se dédouaner de sa responsabilité morale et personnelle ». Elle mènera tout au long de son mandat un combat continu[non neutre] contre les violences sexistes et sexuelles dans le sport instaurant le contrôle de l'honorabilité des bénévoles dans le champ sportif, des mesures visant à prolonger la suspension d'un agresseur présumé jusqu'au procès et contraignant les fédérations sportives à se doter de réelles stratégies de lutte contre les violences sexistes et sexuelles. Mesure qui est actée par la loi confortant le respect des principes de la République votée en 2021.
Le 6 juillet 2020, à la suite de la constitution du gouvernement Jean Castex, son ministère est placé sous la tutelle du ministre de l'Éducation nationale, de la Jeunesse et des Sports, Jean-Michel Blanquer. Ainsi, Roxana Maracineanu n'est plus ministre de plein exercice, ce que Le Point qualifie de « terrible déclassement ». La ministre, elle ne le voit pas de cet oeil. Elle a plaidé auprès du Président pour un rapprochement de son ministère avec l’Éducation Nationale considérant que l'héritage réel des Jeux en France serait la place du sport à l'école. Pendant presque deux ans, elle engage des transformations durables[source secondaire nécessaire] en inscrivant notamment le « savoir rouler à vélo » et « l'Aisance Aquatique » dans les programmes scolaires et dans la loi du 2 mars 2022. En parallèle, bien que nullement mise en cause, sa proximité avec le Mulhouse Olympic Natation, club alors en pleine tourmente médiatique et financière depuis quelques années, se voit régulièrement souligné par la presse,. 

#### Élections législatives de juin 2022
Pour les élections législatives françaises de 2022, elle est investie par la coalition Ensemble dans la septième circonscription du Val-de-Marne, Jean-Jacques Bridey, député sortant LREM, ne se représentant pas.
Dans un contexte local extrêmement complexe, elle parvient à battre le maire de l'Haÿ-les-Roses Vincent Jeanbrun au premier tour et échoue sur un fil face à Rachel Keke, ancienne femme de ménage qui a remporté une victoire sociale après presque deux ans de grève contre un groupe hôtelier. Au sein d'une circonscription comptant 66 673 inscrits, elle est battue lors de ce second tour à 177 voix près.

#### Après les législatives de 2022
Le 8 mars 2023, elle est nommée secrétaire générale de la Mission interministérielle pour la protection des femmes contre les violences et la lutte contre la traite des êtres humains pour une période de 3 ans,.

## Polémiques
Durant sa campagne législative de 2022, elle cible son adversaire Rachel Keke, femme de chambre, investie par la France Insoumise, expliquant que « ce qu'on demande, c'est d'être député, de porter des lois, un programme. Elle n'y va pas pour faire le ménage. »,

## Palmarès

### Jeux olympiques d'été
- Jeux olympiques d'été de 2000 à Sydney (Australie)
  -  Médaille d'argent du 200 m dos

### Championnats du monde de natation
- Championnats du monde de natation de 1998 à Perth (Australie)
  -  Médaille d'or du 200 m dos

### Championnats d'Europe de natation
- Championnats d'Europe de natation de 1999 à Istanbul (Turquie)
  -  Médaille d'or du 200 m dos
  -  Médaille de bronze du 100 m dos
- Championnats d'Europe de natation de 1997 à Séville (Espagne)
  -  Médaille d'argent du 100 m dos
  -  Médaille de bronze du 200 m dos

### Jeux méditerranéens
- Jeux méditerranéens de 2001 à Tunis (Tunisie)
  -  Médaille d'argent du 200 m dos
  -  Médaille de bronze du 4 × 100 m quatre nages
- Jeux méditerranéens de 1997 à Bari
  -  Médaille d'or du 100 m dos
  -  Médaille d'argent du 200 m dos
  -  Médaille de bronze du 4 × 100 m quatre nages

### Universiade
- Universiade d'été de 2001 à Pékin
  -  Médaille de bronze du 200 m dos

### Divers
- 16 titres de championne de France

## Records personnels
| Épreuve          | Temps         | Compétition                   | Lieu                     | Date       |
| ---------------- | ------------- | ----------------------------- | ------------------------ | ---------- |
| 50 m dos         | 29 s 61       | Championnats de France 2002   | Chalon-sur-Saône, France | 20/04/2002 |
| 100 m dos        | 1 min 1 s 10  | Jeux olympiques d'été de 2000 | Sydney, Australie        | 18/09/2000 |
| 200 m dos        | 2 min 10 s 25 | Jeux olympiques d'été de 2000 | Sydney, Australie        | 22/09/2000 |
| 100 m nage libre | 58 s 84       | Championnats de France 2001   | Chamalières, France      | 30/04/2001 |
| 50 m brasse      | 35 s 48       | Vittel Cup                    | Chamalières, France      | 13/02/2004 |
| 50 m papillon    | 29 s 53       | Vittel Cup                    | Chamalières, France      | 13/02/2004 |
| 100 m papillon   | 1 min 3 s 61  | Vittel Cup                    | Chamalières, France      | 14/02/2004 |
| 200 m 4 nages    | 2 min 18 s 03 | Mare Nostrum                  | Rome, Italie             | 30/05/2000 |
| 400 m 4 nages    | 4 min 54 s 43 | Championnats de France 2000   | Rennes, France           | 20/03/2000 |

## Récompenses
Le 14 mai 1998, elle est nommée au grade de chevalier dans l'ordre national du Mérite au titre de « championne du monde de natation du 200 m dos ; 5 ans d'activités sportives », faite chevalier de l'ordre le 18 janvier 1999 puis promue au grade d'officier le 31 octobre 2000 au titre de « médaille d'argent en natation aux jeux Olympiques de Sydney ».
En 2009, l'association des écrivains sportifs lui décerne le prix du commentateur sportif qui récompense « un journaliste, professionnel, commentateur audiovisuel, aux connaissances et au jugement appréciés qui, dans ses interventions sur le sport, se sera exprimé avec le souci constant de respecter les règles de la langue française »
- Chevalier de la Légion d'honneur (décret du 31 décembre 2023)[68]